# ستيف باين
ستيف باين (بالإنجليزية: Steve Payne)‏ (1 أغسطس 1975 في المملكة المتحدة - ) هو لاعب كرة قدم بريطاني في مركز الدفاع. لعب مع ماكليسفيلد تاون ونادي تشيسترفيلد وهدرسفيلد تاون ونورثويتش فيكتوريا ونادي ستاليبريدج سيلتيك وإف سي هاليفاكس تاون.

## وصلات خارجية
- ستيف باين على موقع قاعدة بيانات كرة القدم.إي يو (الإنجليزية)
- ستيف باين على موقع Soccerbase.com (لاعب) (الإنجليزية)